# 对流层

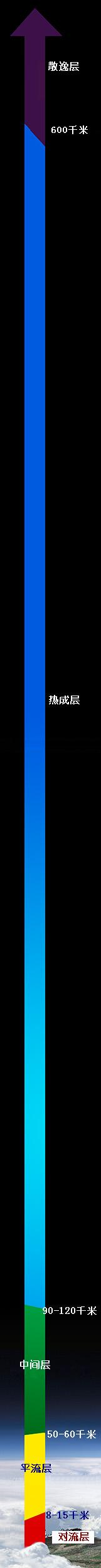
紅色的部分是對流層（Troposphere）。

对流层（troposphere）是地球大氣圈中最底部的一層，与地面相接，上至平流層，以空气垂直对流旺盛为最显著特点。对流层上界随緯度、季节而变化，平均11~12千米。就纬度而言，低緯度地區上界平均为17~18千米，中緯地區10~12千米，高緯地區仅8~9千米；就季节而言，夏季厚冬季薄，在中纬地区尤甚。
对流层集中了整個大氣層約75%的質量，以及90%以上的水汽及杂质:72，是密度最高的一层。对流层的直接热源主要是地面，故气温随高度升高而降低（平均每上升1km气温下降6.5℃），这种特征也有利于对流的产生。对流运动配合水汽产生了千变万化的天气现象，几乎所有天气现象均发生于对流层，故而该层也是和人类乃至所有生物生存关系最密切的一层。尽管显著性远不如垂直方向，但对流层的水平方向气象要素仍明显分布不均，有大量不同性质的气团，以及气团间形成的锋面。
对流层顶部与平流层的过渡区为對流層頂，有数百米至一两千米的厚度，此处大气温度随高度上升而下降的趋势减少乃至不再下降或有所上升，平均气温在低纬地区约-83℃，高纬地区-53℃。对流层顶能很大程度阻挡垂直气流，是一个深厚的对流阻滞层。对流层顶聚集了对流层内上升的水汽、杂质，能见度较低。

## 词源
“对流层”一词移植自日语“／”，来源于英语，可能始见于1931年王云五《英汉对照百科名汇》。英語由希臘語tropos（意为，「旋转；翻转；倒置……<-ing分词形式>」）与组合形式“-sphere”（表示“球体的，尤指围绕地球的地区的”）组合而成。

## 范围
对流层的底部与地面直接相接，上部通过“对流层顶”这一过渡层与平流层相接。由于受地面影响大:72，对流层上界随纬度、季节而变化，平均高度据不同说法一般在11~12:73千米之间。就纬度而言，低纬度地区上界平均为17~18千米，中纬度地区10~12千米，高纬地区8~9千米；就季节而言，夏季厚冬季薄，在中纬度地区尤其明显。

## 气温结构

### 氣溫
在對流層，除局地局时的逆温层外，气温随高度上升而下降，平均来说，高度每上升1公里，氣溫下降6.5℃。这是因为地面是对流层主要的直接热源:72，太阳辐射中能量最强的可见光基本不能被大气吸收，而是直接透过大气射向地面；地面一边吸收热量一边也向外辐射红外线，这部分红外线能量的75%~95%都被对流层的水汽、二氧化碳等物质吸收截留:79-80。上冷下热有利于对流的产生，对流运动配合水汽使其成为大气层中天气变化最复杂的一层，云、雨、雪、雷电等常见天气现象均发生在这一层，故而该层也是和人类乃至所有生物生存关系最密切的一层。

### 對流層頂
对流层顶是对流层顶部与平流层的过渡区域，其距地面的高度自然也會隨季節及緯度而變化。对流层顶具有数百米至一两千米的厚度。此处大气温度随高度上升而下降的趋势减少，乃至不再下降或有所上升。对流层顶平均气温在低纬地区约-83℃，高纬地区-53℃；由于低纬地区对流旺盛，最低温一般出现在赤道上空。对流层顶能很大程度阻挡垂直气流，是一个深厚的对流阻滞层。因此对流层顶能阻止对流层的大气污染物进入平流层，但一旦因火山喷发等原因污染物进入了平流层，对流层顶的存在也会使污染物在平流层难以消散。对流层顶聚集了对流层内上升的水汽、杂质，能见度较低，飞机一般在平流层飞行。

## 壓力結構

### 壓力
大氣層的壓力會隨高度升高而下降。這是因為位於地表上的空氣會被其之上的所有空氣壓著，反之在高的地方，空氣被少一點的空氣壓著，故之氣壓亦隨之遞減。氣壓隨高度而改變是可以根據下列的流動動力學程式所計算：
{\displaystyle {\frac {dp}{dh}}=-\rho g=-{\frac {mpg}{RT}}}
這裡：
g = 重力加速度
ρ = 密度
h = 高度
p = 壓力
R = 氣體常數
T = 溫度
m = 摩爾質量
假設一個常溫，壓力會隨高度以指數方式而下降：
{\displaystyle p(h)=p(0)e^{-{\frac {mgh}{RT}}}}

## 大氣環流
正因對流層是大氣層中湍流最多的一層，噴射客機大多會飛越此層頂部（即對流層頂）用以避開影響飛行安全的氣流。
大規模的大氣環流，其基本結構大致上都維持不變。地球上的風帶和湍流由三個對流環流（三圈環流）所推動：哈德里（低緯）環流、費雷爾（中緯）環流、以及極地環流。這三個對流環流帶領盛行風及由赤道傳遞熱能到極地方向。

## 對流層內的區分
高緯地區的地表摩擦力影響氣流，形成了一個平均厚2公里的行星邊界層。這一層的形成主要依靠地形而有所不同，而且亦會被逆流層的分隔而與對流層的其他部份分開。
雖然位於對流層下層的大氣會與地表產生摩擦，但上層的空氣卻沒有受這種摩擦力所影響。所以在對流層上層及下層的天氣現象都會有所不同。基於這種現象的差別，對流層會再被分開三層。從海平面0米至100米的地方是接地層、從100米至1公里的是艾克曼層及從1公里至對流層頂的11公里處則稱為自由大氣。接地層會受到與地面的摩擦比較大，所以其大氣的運動及喘流甚為不規則且較為活躍。艾克曼層則會受到科里奧利力、氣壓傾度力和與地面的摩擦力這三道力量摩合而運動。至於自由大氣顧名思意，它不受地面的摩擦力所影響，大氣處於一個自由運動的狀態之中。
自由大氣的上層部份，即對流層的上部會有急流流動著。其高度大約於離地面11公里附近，是風速最高的地方。如在日本上空流動的西風帶亦是位於離地11公里的高度附近，且風速最高。雖然急流可說是於對流層內，作水平方向的大氣運動之中最大規模的一種，但在垂直方向的大氣運動中也屬於大規模。又例如在熱帶地區熱空氣上升，到達副熱帶高壓帶下降的哈得里環流之類的大氣環流就是其中一個例子。這樣地在對流層裡不斷地出現作水平及垂直方向的大氣運動，自由大氣就是這類大氣運動繁盛的一層。

## 物质组成
對流層蘊含以下成份：
- 氮（N2）
- 氧（O2）
- 二氧化碳（CO2）
- 甲烷（CH4）
- 一氧化二氮（N2O）
- 一氧化碳（CO）
- 臭氧（O3）
- 硫酸（H2SO4）
- 二氧化氮（NO2）
- 氫氧根（OH-）